# Diablo III: Rise of the Necromancer
Diablo III: Rise of the Necromancer (titulado Diablo III: Ascenso del nigromante en Hispanoamérica y Diablo III: Despertar del nigromante en España) es un videojuego de rol de acción (RPG), desarrollado por Blizzard Entertainment. Ésta es la continuación de Diablo III: Reaper of Souls y la segunda expansión de Diablo III que fue creada por la compañía estadounidense Blizzard. Su temática es de fantasía oscura y terrorífica. Su aparición fue anunciada el 28 de junio de 2016. Fue anunciado en la BlizzCon 2016. Se lanzó digitalmente para PC, Mac y las versiones de consola de última generación de Diablo III el 27 de junio de 2017. Se incluye en la versión minorista y digital Diablo III: Eternal Collection para consolas. El paquete agrega la clase de Nigromante a Diablo III.

## Argumento
Los acontecimientos se establecen paralelamente a la historia principal y a Diablo III: Reaper of Souls, los nigromantes han ascendido a ser una clase importante tomada en cuenta en las distintas regiones del mundo terrenal.

## Características

### Clase Nigromante
La clase de los Nigromantes ya vistos en Diablo II ha sido devuelta y re-imaginada. Esta nueva clase emplea un estilo de juego controlado utilizando las materias primas de la vida: sangre y hueso. Se han agregado armas y armaduras adicionales que incluyen: guadañas y filacterias.

### Cosmética
El paquete agrega dos pestañas de ocultación adicionales y ranuras de caracteres; junto con otras golosinas cosméticas.

### Parche 2.6.0
Diablo III: Rise of the Necromancer en su parche 2.6.0, solucionó muchos de los problemas más polémicos de Diablo III, además de traer muchas características nuevas al juego, como la clase Nigromante, el desafío Rift, nuevas zonas y recompensas. El desafío Rifts es un modo de juego que permite a los jugadores explorar nuevas versiones del juego creadas por otros jugadores. Cada semana se presenta una nueva clase de construcción y calabozo. El jugador debe terminar el Rift más rápido que el jugador original para recibir un caché especial de Horadrim.

## Recepción
El videojuego recibió críticas generalmente positivas por parte de los críticos especializados.